# غار شیطان‌گلو
غار شیطان‌گلو یا دیاولسکو گارلو (بلغاری: Дяволското гърло)، یکی از جاذبه‌های توریستی بلغارستان است که در رودوپ غربی نزدیک به روستای گیوورن در نزدیکی مرز یونان واقع شده‌است. این غار بلندترین آبشار زیرزمینی منطقه بالکان را که ۴۲ متر ارتفاع دارد در خود جای داده‌است.

## نگارخانه

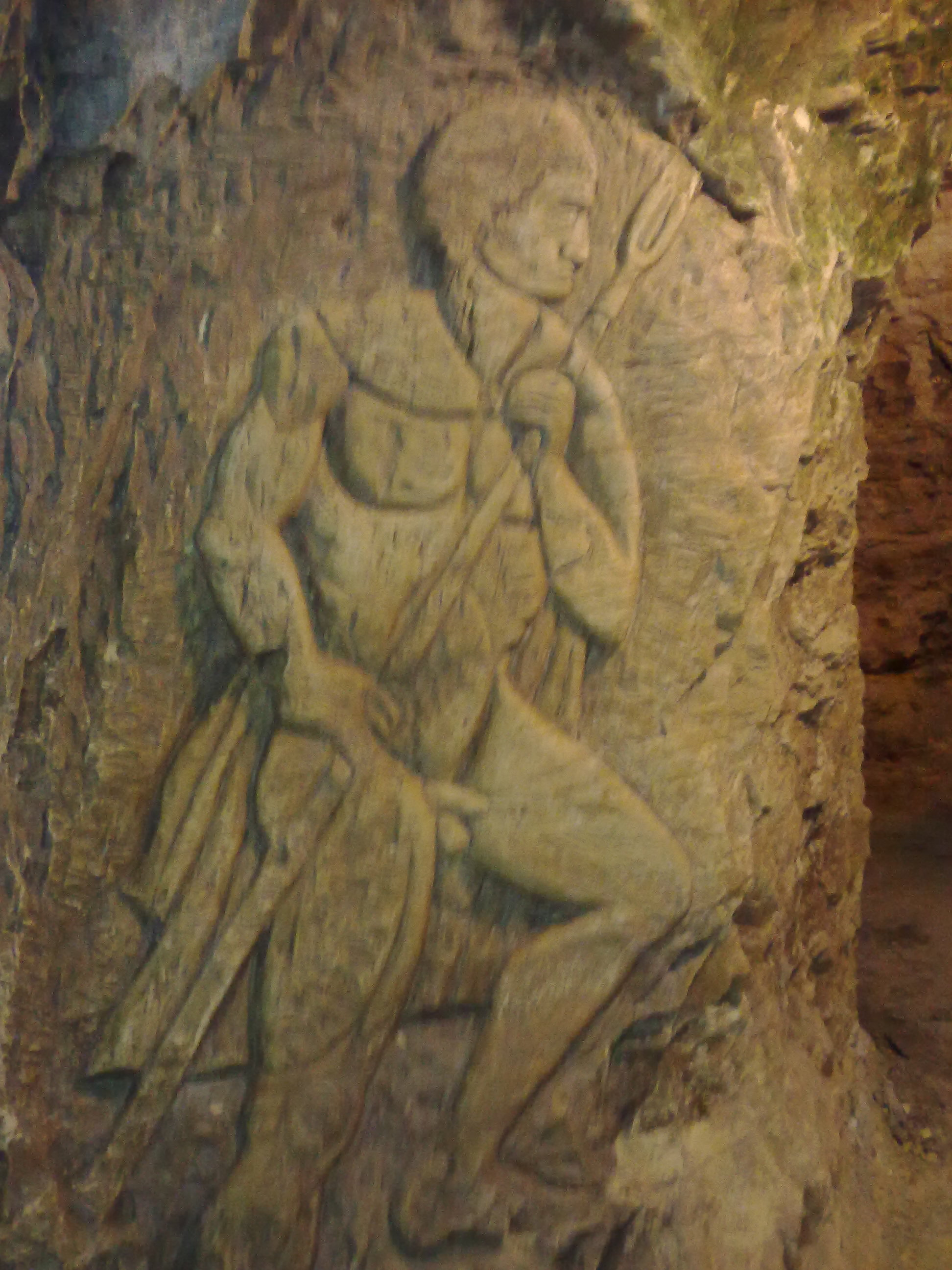
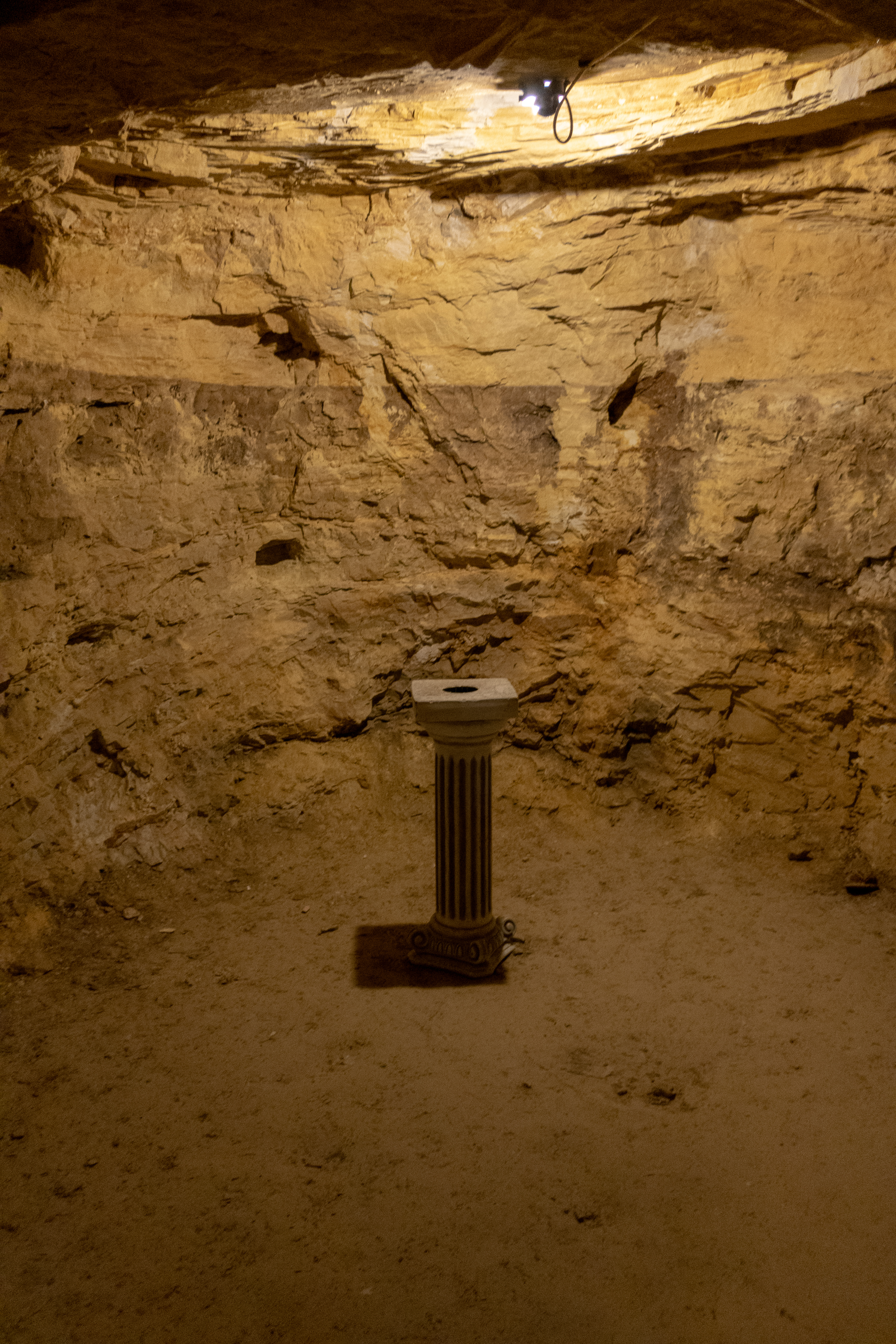
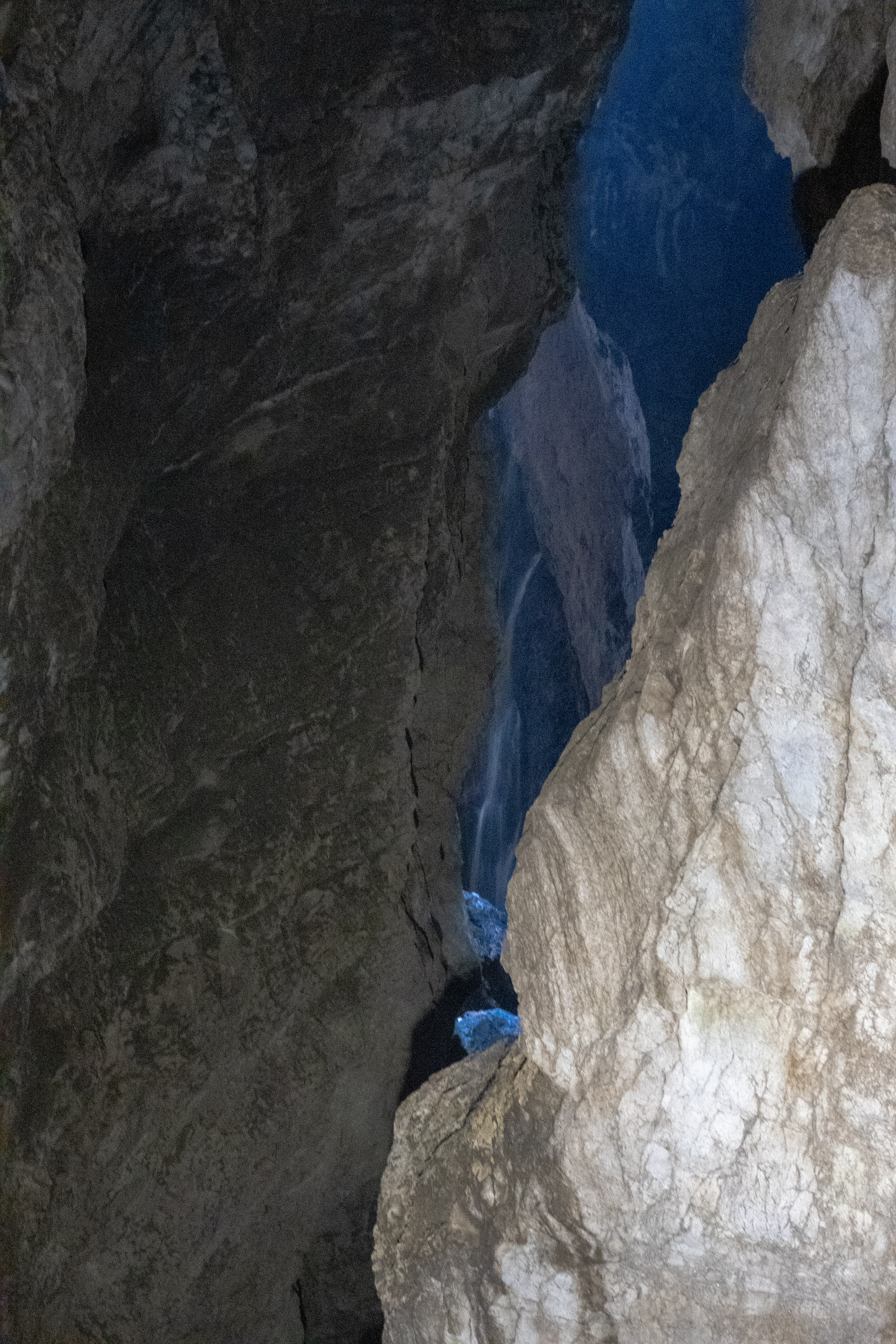
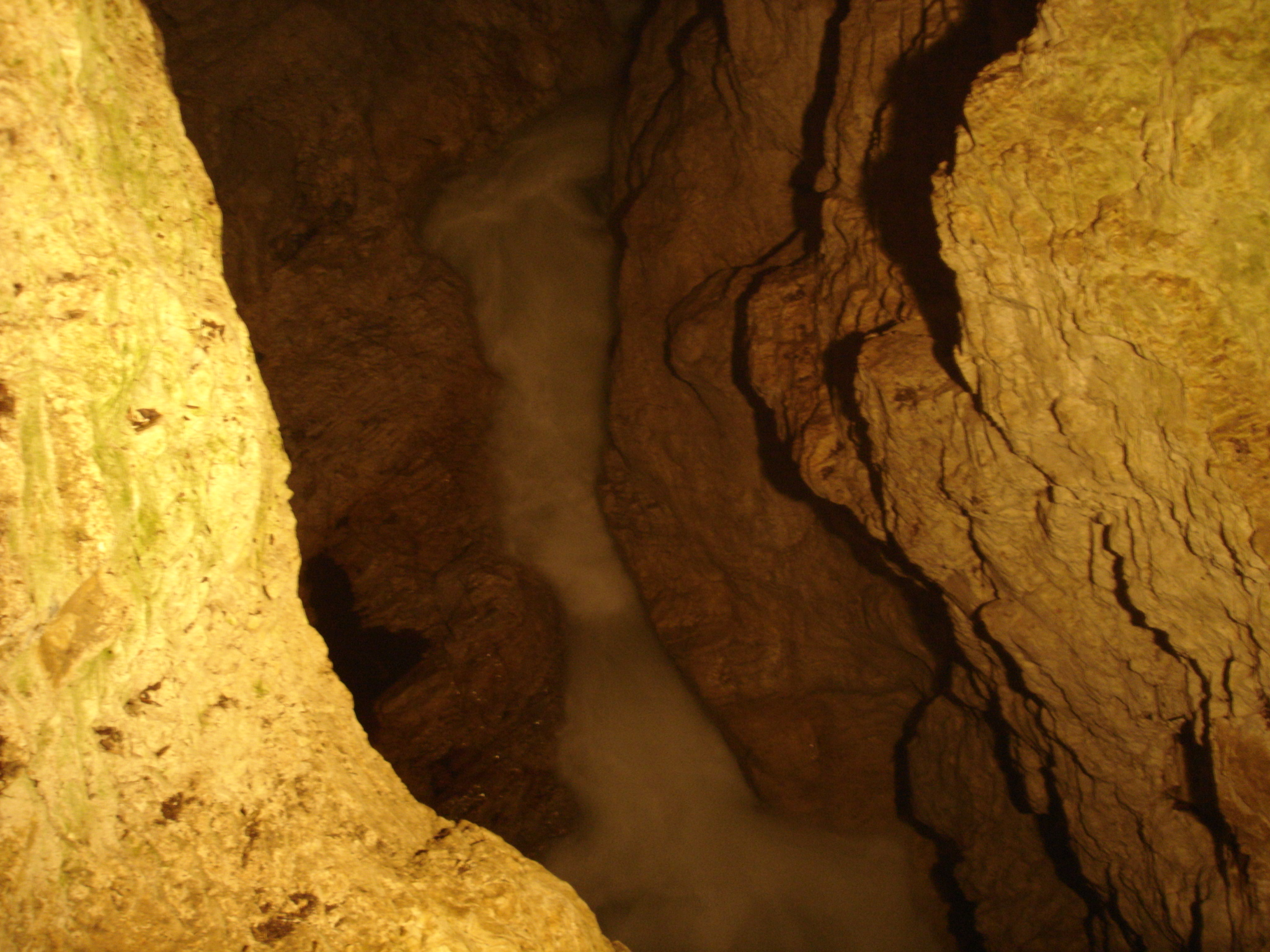
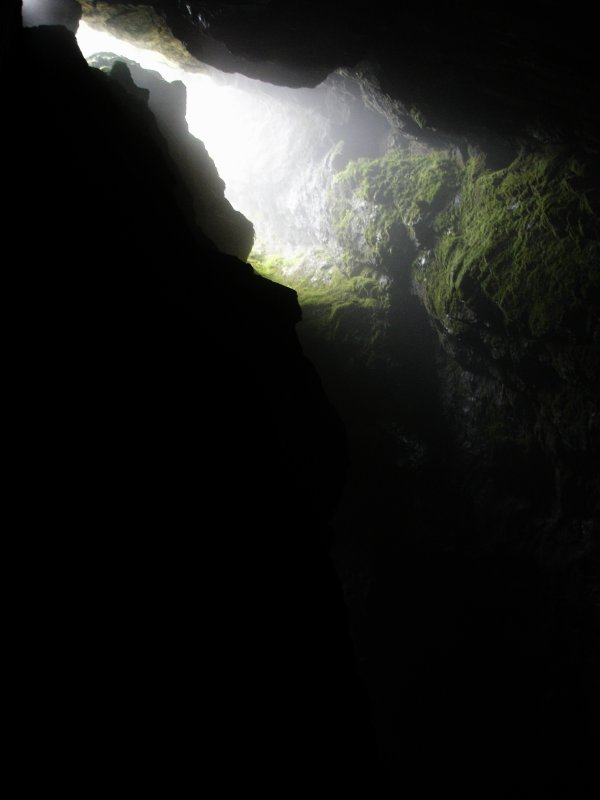
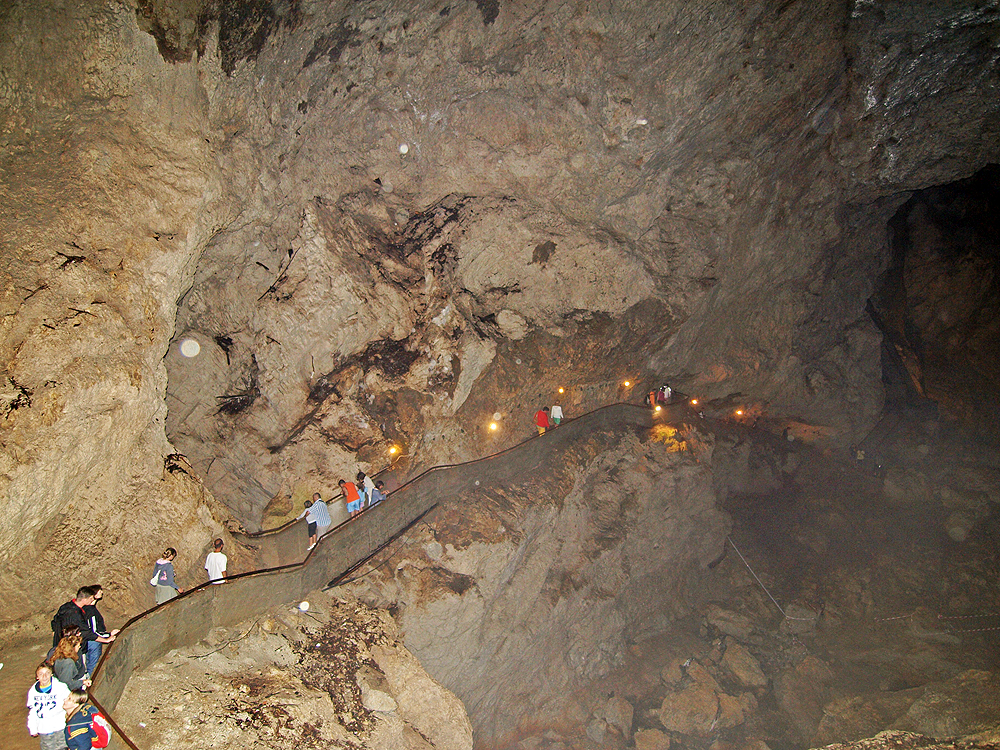
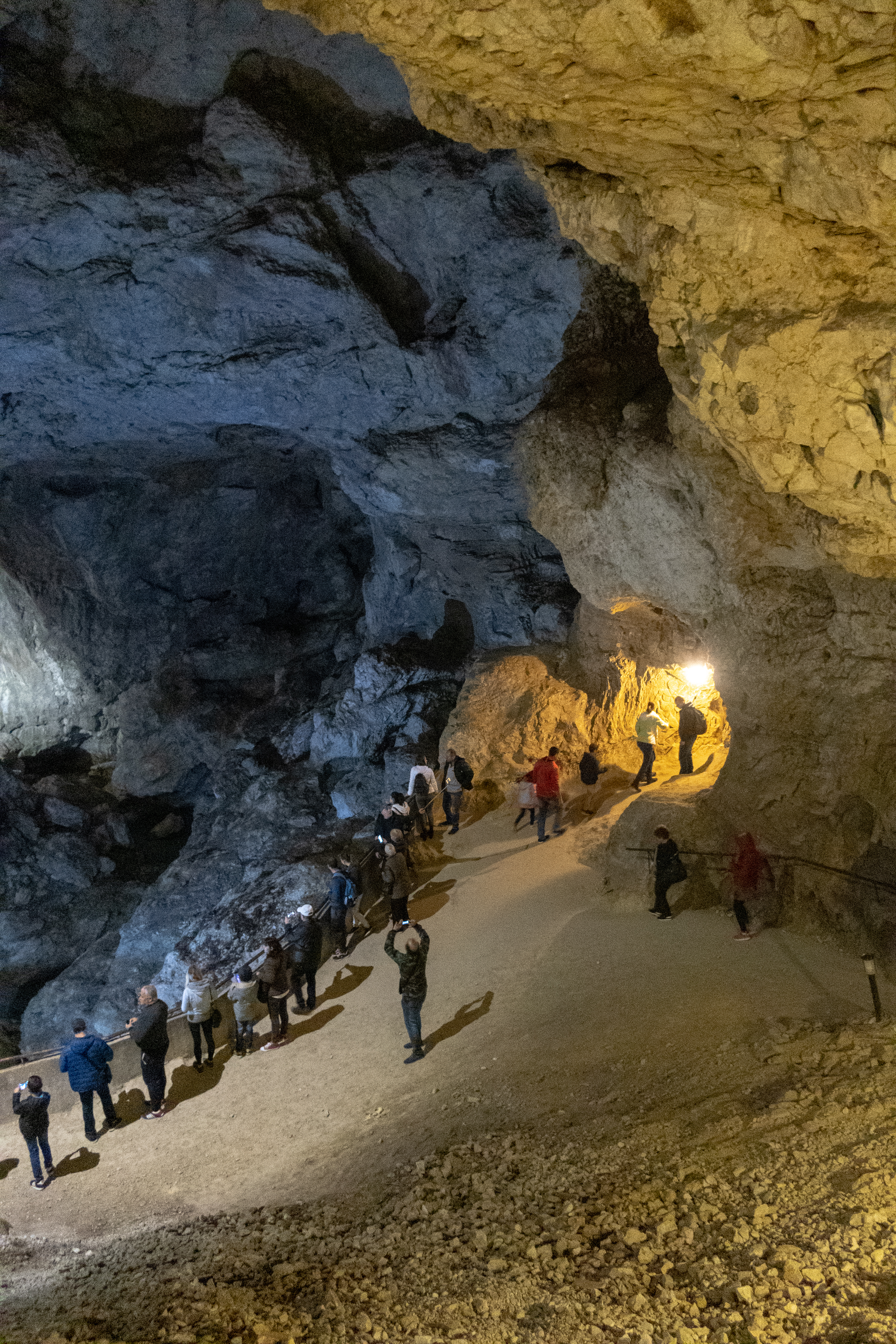
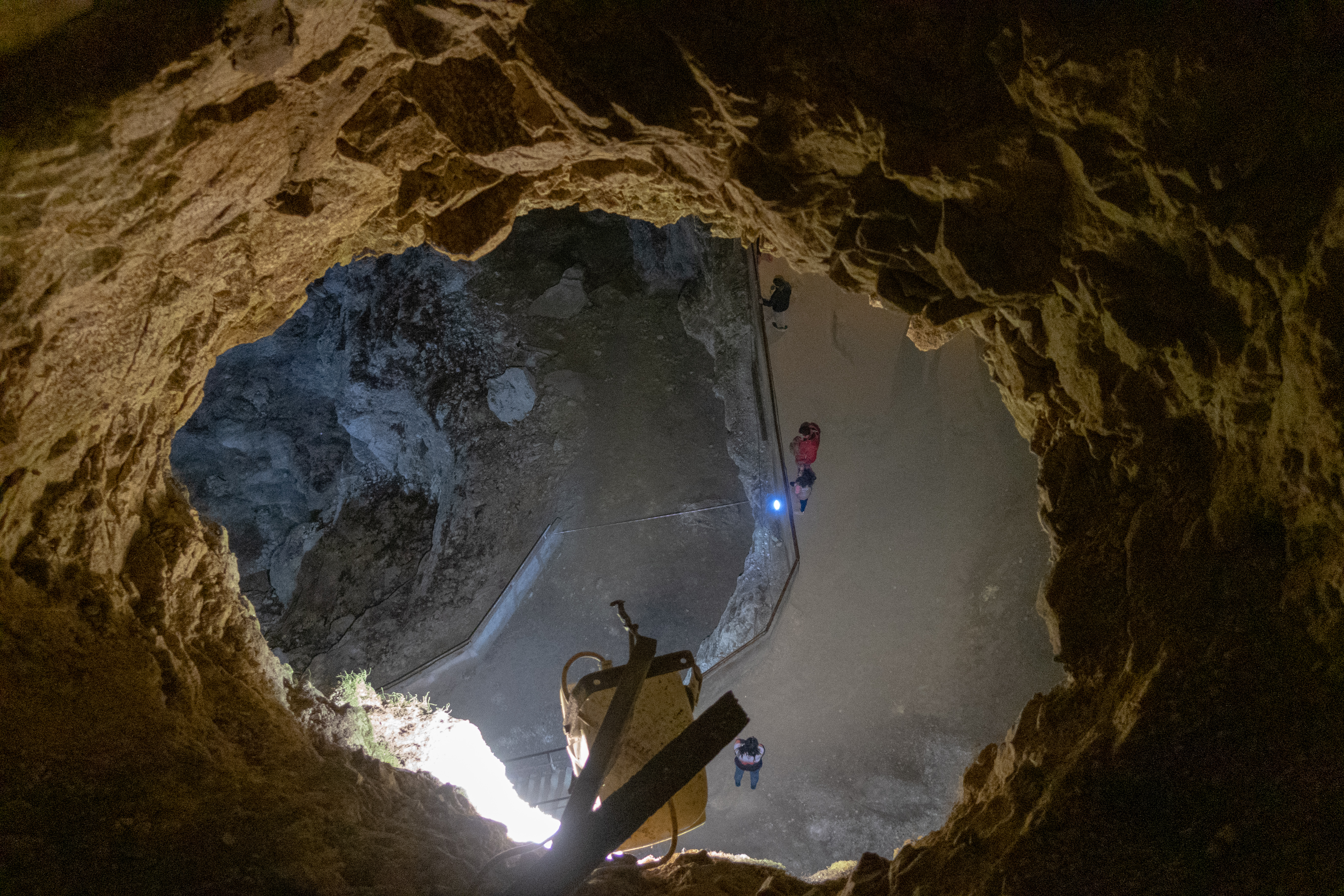
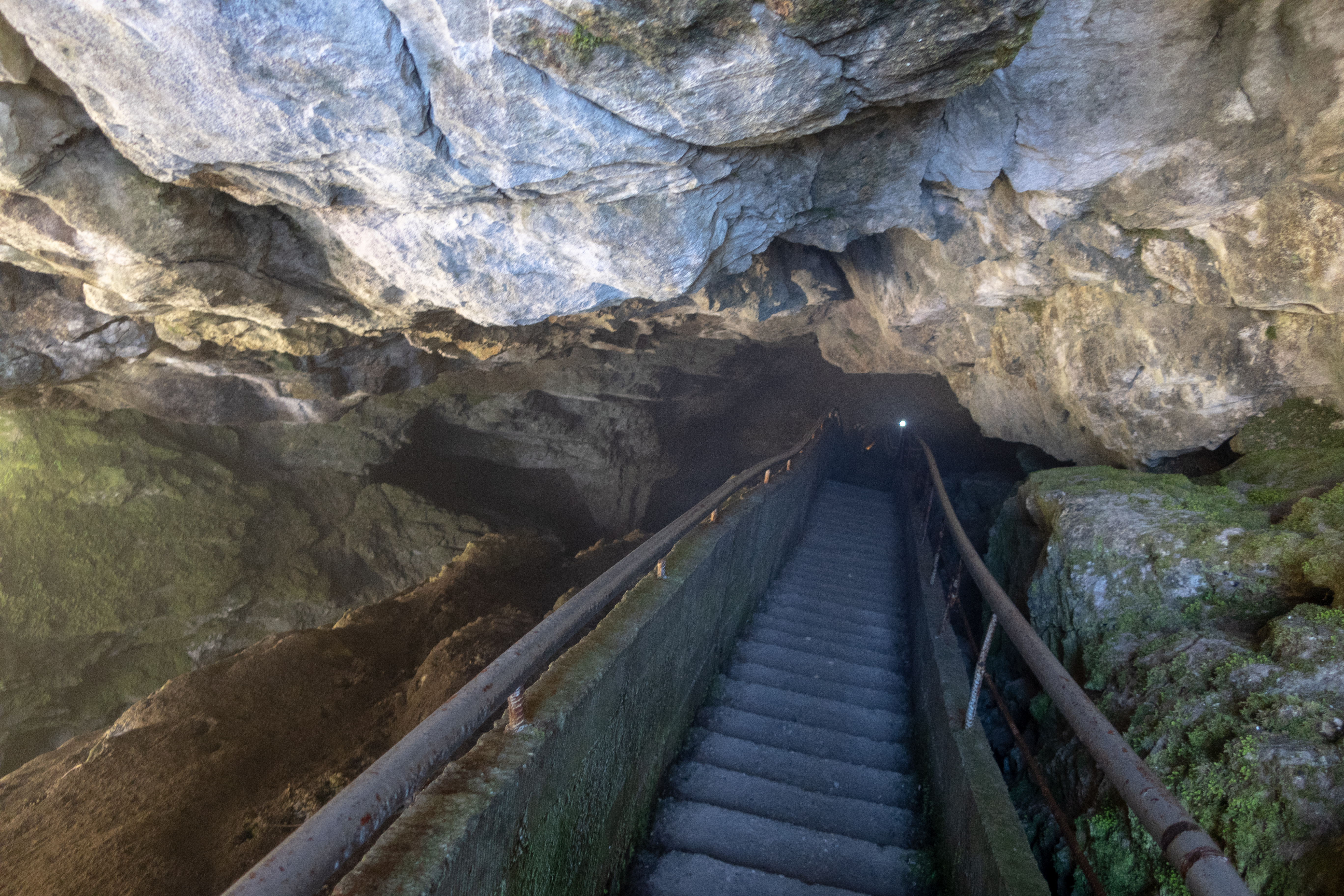
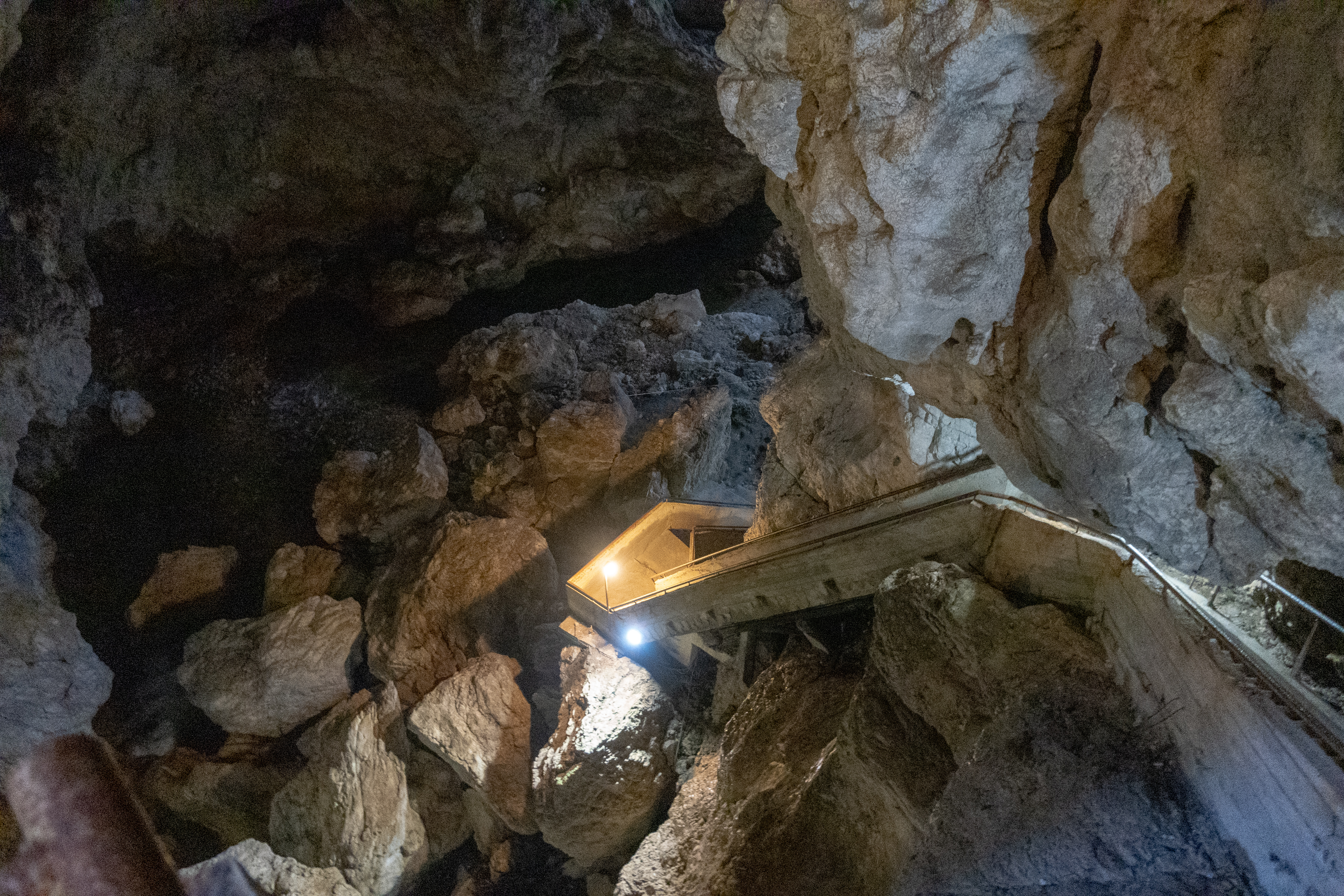
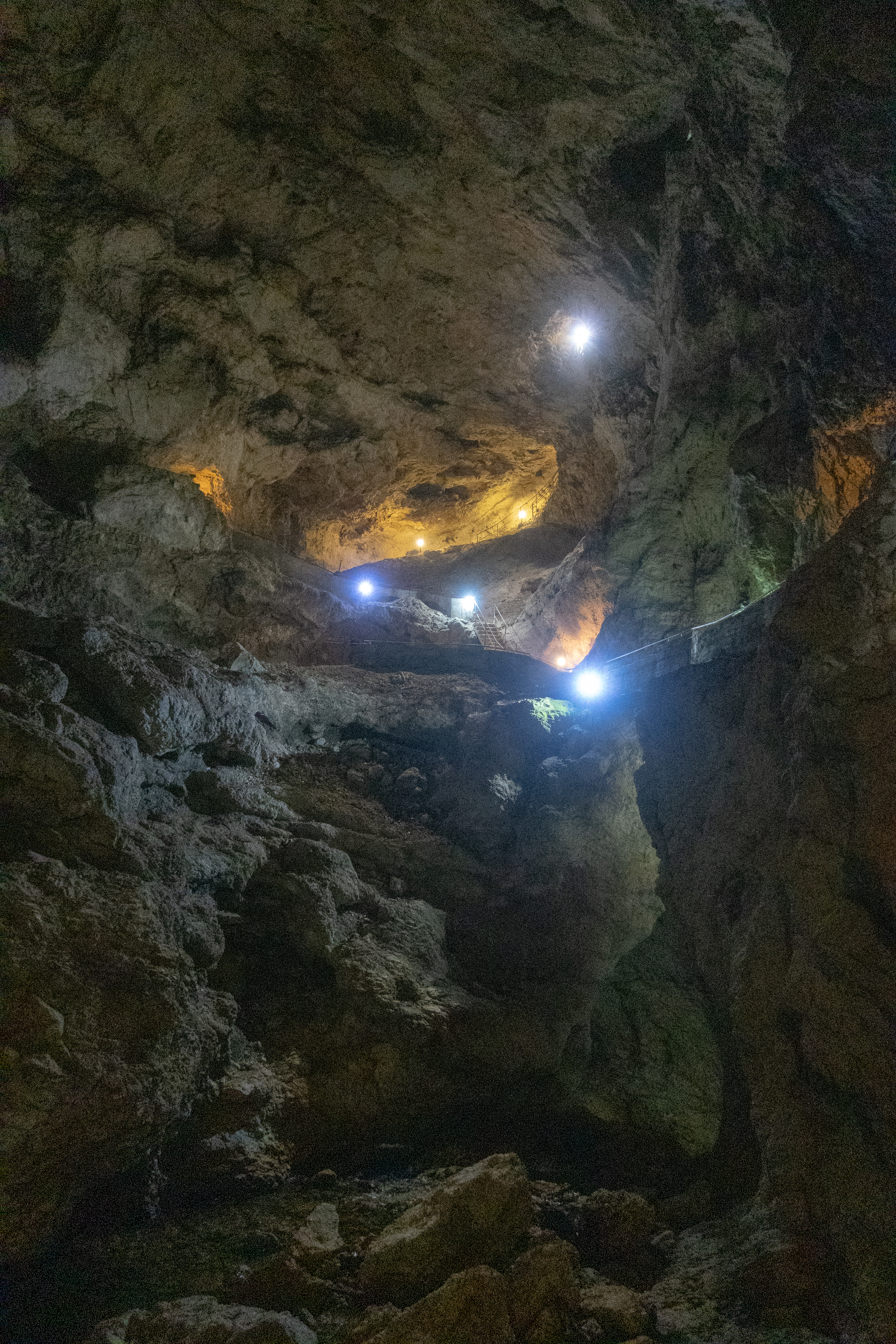
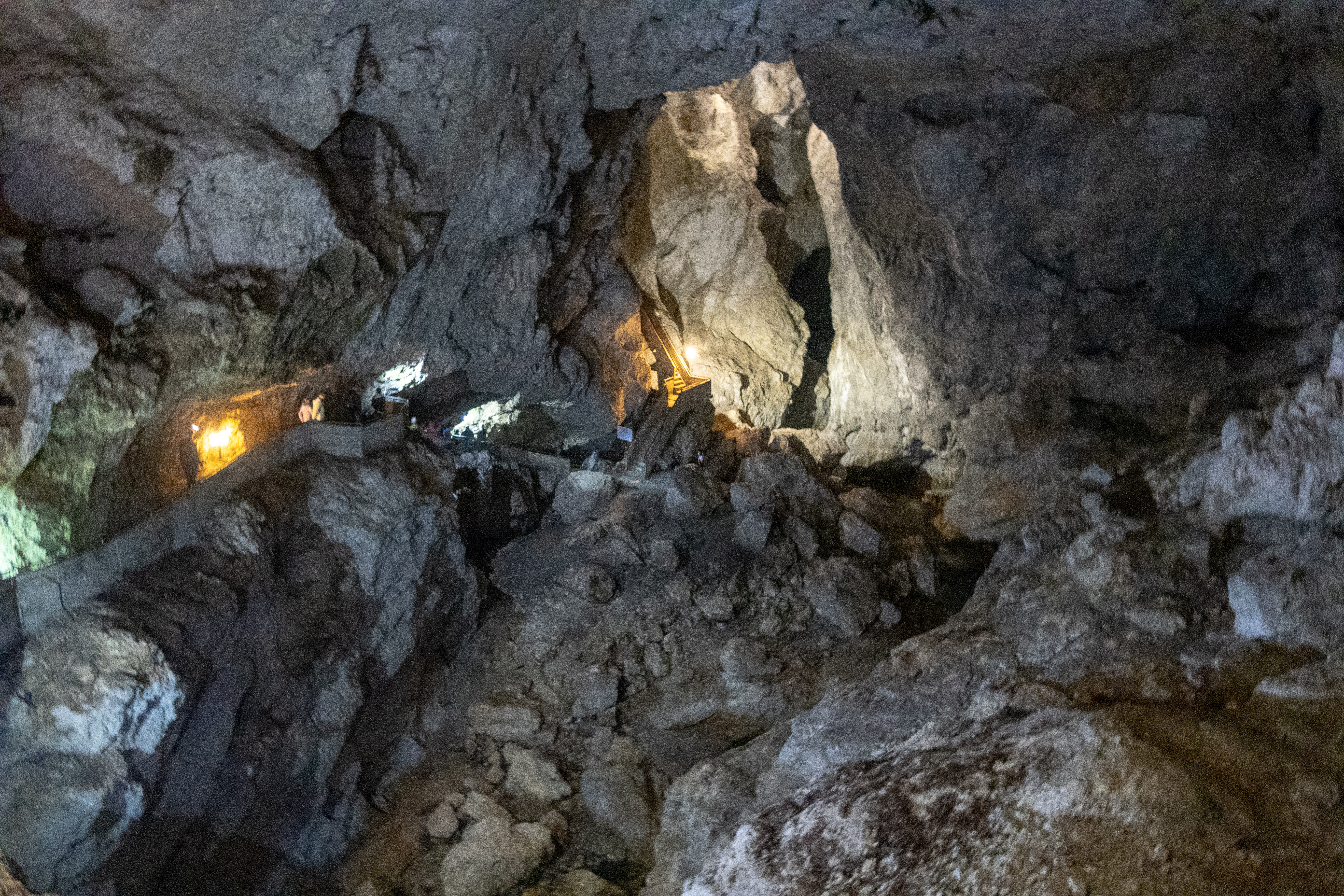
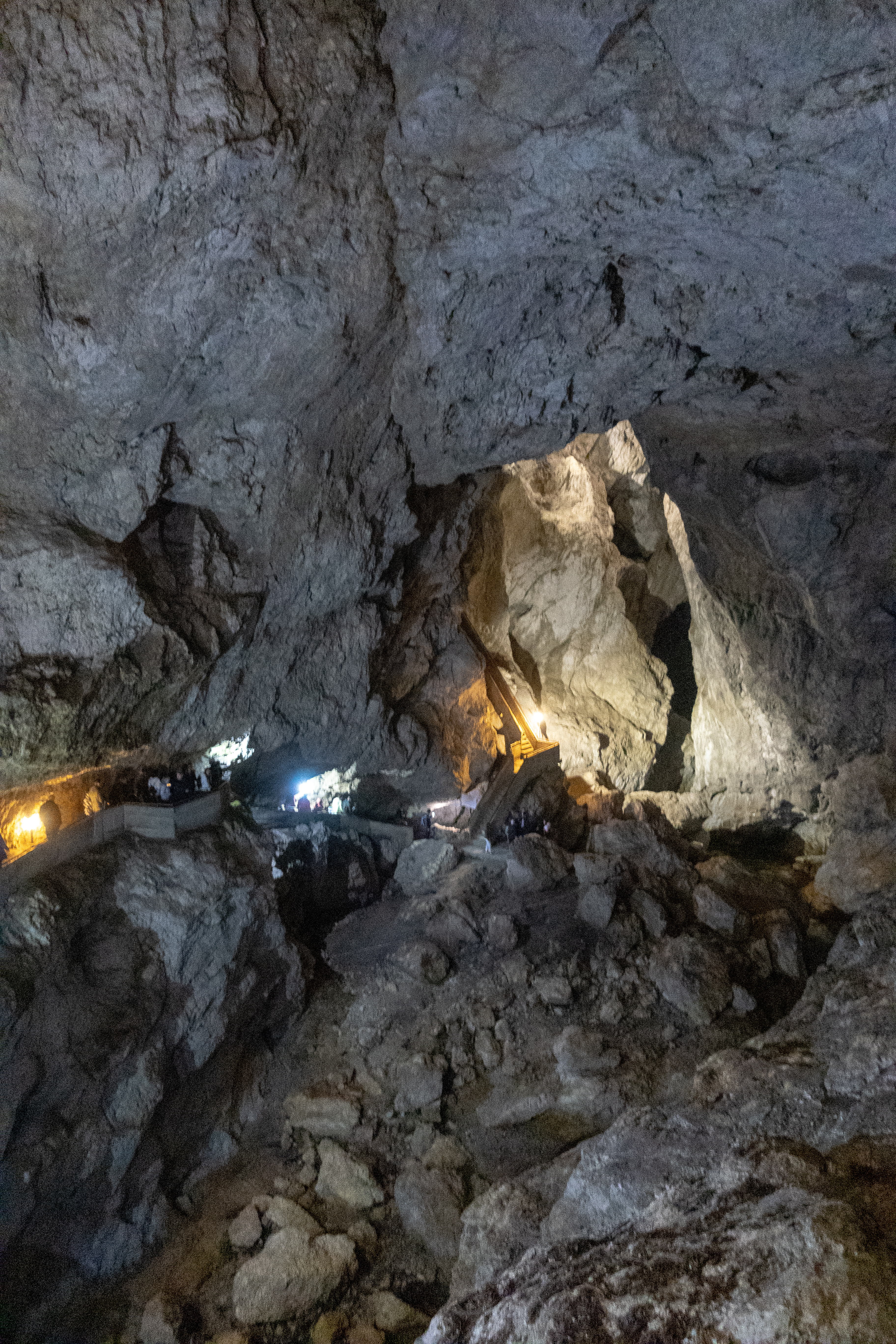
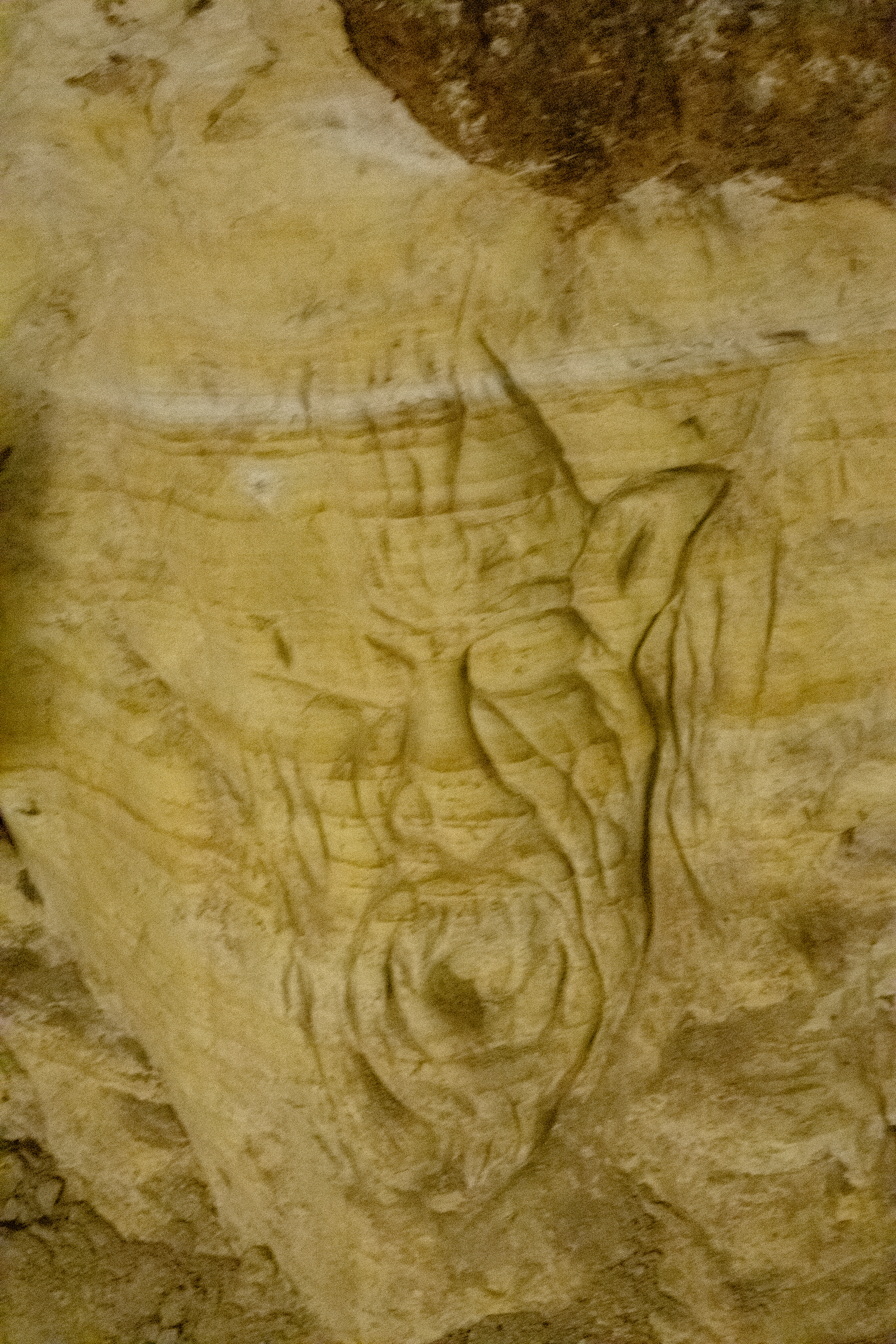